# Sicus nishitapensis
Sicus nishitapensis är en tvåvingeart som först beskrevs av Matsumura 1916.  Sicus nishitapensis ingår i släktet Sicus och familjen stekelflugor. Inga underarter finns listade i Catalogue of Life.